# Pfarrkirche Frauendorf an der Schmida

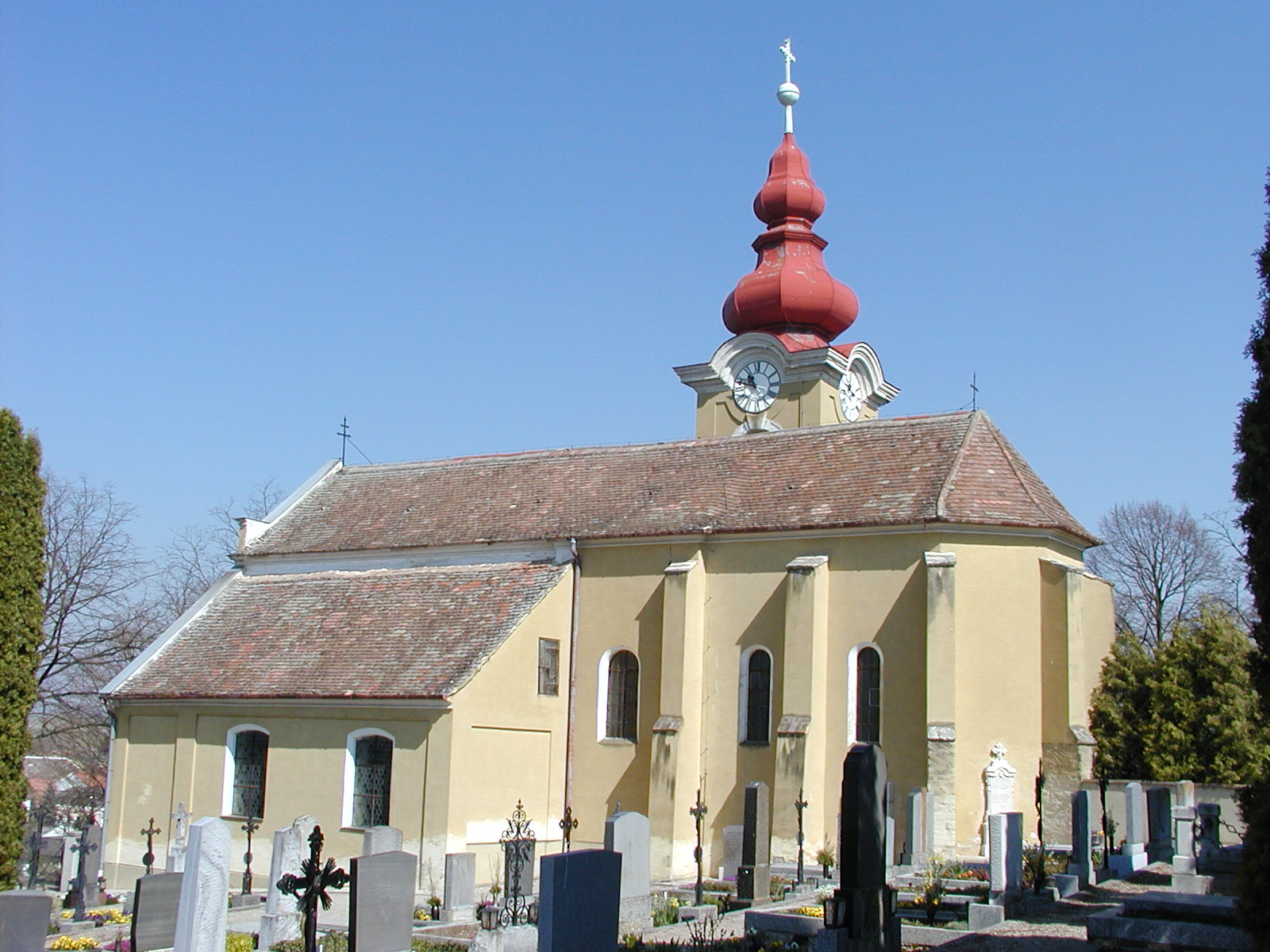
Ansicht von Südosten

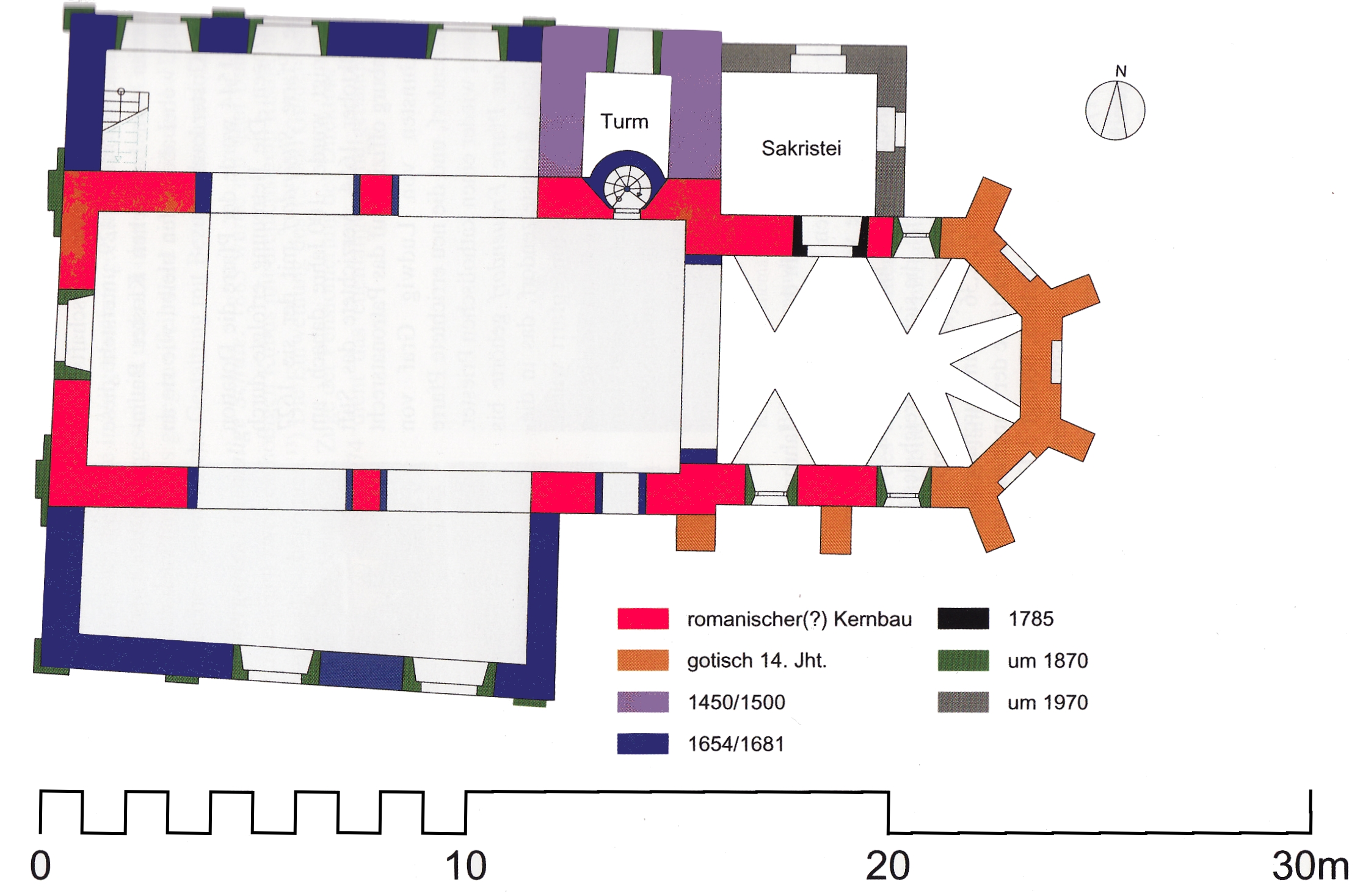
Baualterplan

Die römisch-katholische Pfarrkirche Frauendorf an der Schmida steht erhöht im Südosten der Ortschaft Frauendorf an der Schmida der Marktgemeinde Sitzendorf an der Schmida im Bezirk Hollabrunn in Niederösterreich. Die dem Patrozinium  des Heiligen Stephanus unterstellte Pfarrkirche gehört zum Dekanat Schmidatal im Vikariat Unter dem Manhartsberg der Erzdiözese Wien. Die Kirche steht unter Denkmalschutz (Listeneintrag).

## Geschichte

### Pfarrgeschichte
Die Anfänge der Pfarre lassen sich nicht bestimmen, aber im Jahr 1145 wurde in einer Notiz des Stiftes Göttweig ein Schlosskaplan urkundlich genannt. Im Jahr 1251 wurde Frauendorf als Filialkirche von Sitzendorf urkundlich erwähnt und ab dem Jahr 1665 als herrschaftliche Patronatspfarre.
Das Patronatsrecht über die Kirche hatten ursprünglich die Frauendorfer, im 15. Jahrhundert das Stift Baumburg. Im Jahr 1569 übernahmen die protestantischen Freiherrn von Rogendorf das Patronat über die Kirche und besetzten die Pfarre ohne Wissen des bischöflichen Passauer Offizials in Wien mit einem protestantischen Prediger. Nach dem Ende der Gegenreformation verzichtete am 23. Oktober 1654 Stift Baumburg nach langjährigem Prozess auf das Patronatsrecht zu Gunsten von Ludwig, Graf von Sitzendorf und Frauendorf bekam wieder einen katholischen Pfarrer.
Im Jahr 1759 wurde Kleinstelzendorf, das zur Pfarre Frauendorf gehört hatte, nach Groß umgepfarrt.
Im Jahr 1864 vermählte sich Anna Gräfin von Dietrichstein, welche zu dieser Zeit die Herrschaft in Sitzendorf innehatte, mit Graf Erwin von Schönborn-Buchheim. Das Patronatsrecht fiel damit am 31. Dezember 1864 an die Grafen Schönborn-Buchheim.
Am 30. November 1969 ging der letzte Pfarrer von Frauendorf in Pension und ein Pater aus Unterdürnbach übernahm als Provisor die Pfarre Frauendorf. Am 4. Juli 1976 bekam die Pfarre wieder einen eigenen Priester.
Die Grafen Schönborn-Buchheim legten im Jahr 1978 das Patronatsrecht nieder.
Seit dem Jahr 1989 wird die Pfarre Frauendorf von Sitzendorf aus betreut.

### Baugeschichte
Die Kirche hat einen romanischen Kern, der sich nicht genau datieren lässt. Vermutlich hat es sich um eine Chorquadratkirche im Bereich des heutigen Mittelschiffes und des westlichen Chorjoches gehandelt, deren Mauerwerk aus Sandsteinquadern bis auf etwa 4,90 Meter Höhe erhalten und nachweisbar ist. Der Neubau der Kirche dürfte im 14. Jahrhundert erfolgt sein. Der gotische Polygonalchor, der den romanischen Ostabschluss ersetzt hat, stammt noch aus dieser Zeit. Der Turm und das Hauptschiff, welche in den folgenden Jahrhunderten teilweise fast neu und mehrmals umgebaut wurden, sind in ihrer ursprünglichen Form nicht mehr erhalten.
Bis zum Jahr 1838 stand die Kirche in der Mitte des Friedhofes. In diesem Jahr wurde die Nordseite des Friedhofes aufgelöst, der Friedhof nach dem Süden hin vergrößert und das östliche Friedhofstor zugemauert. In der Mitte des Friedhofes wurde das große steinerne Kreuz aufgestellt, das aus dem Jahr 1776 stammt und ursprünglich neben der Kirchenmauer stand.
Im Jahr 1839 erhielt der Zwiebelturm einen neuen Dachstuhl und wurde neu eingedeckt.
Der rechte Seitenaltar („Grabaltar“) wurde im Jahr 1849 renoviert und im Jahr 1850 folgte die Renovierung des linken Seitenaltares („Kreuzaltar“).
In den Jahren 1860 bis 1862 hatte sich der Boden des Presbyteriums sehr stark gesenkt und wies Unebenheiten bis zu 6 Zoll auf. Man beschloss daher im Jahr 1863, das Pflaster des Presbyteriums zu erneuern und begann man mit dem Abheben des aus Kelheimer Platten bestehenden Pflasters, das zur Pflasterung der Sakristei verwendet wurden. Beim Abheben der Erde bis auf festem Grund entdeckte man das eingestürzte Gewölbe einer Gruft.
Durch diese Arbeiten verloren die beiderseitigen Mauern der Gruft den Halt und es entstanden starke Risse im Gewölbe und Mauerwerk. Nach Beseitigung der in der Gruft befindlichen Gebeine wurde der ganze Raum mit Erde ausgefüllt, festgestampft und mit Kelheimer Platten überpflastert. Die Gebeine wurden im Friedhof in der Nähe des Haupteinganges begraben und am 13. September 1863 eingesegnet.
Am 7. und 8. Juni 1867 führten Sturm und starker Hagelschlag zu einer starken Beschädigung des Kirchen- und Turmdaches. Die Dächer wurden neu eingedeckt und die Schindeln des Turmdaches rot gestrichen.
In den Jahren 1870/71 erfolgte ein genereller Umbau des Kirchengebäudes, von dem alle Bauteile außer dem Turm betroffen waren. Die Traufhöhe des Chores wurde auf jene des Langhauses angehoben und neue Dachwerke aufgesetzt. Die Fenster wurden modernisiert und die heutige Westfassade errichtet. Durch diese Bauarbeiten, mit der die Kirche ihr heutiges Aussehen erhielt, litt die Inneneinrichtung so stark, dass im Jahr 1873 eine Renovierung der Altäre, der Orgel, der Kanzel, des Speisgitters und der Kirchenstühle notwendig war. Auch ein neuer Kreuzweg wurde angeschafft.
Schon im Jahr 1888 hatten weitere Senkungen dazu geführt, dass sich der Turm merklich geneigt hatte und da er durch Schließen an der Kirchenmauer befestigt war, entstanden im Innern der Kirche zentimeterbreite Sprünge. Auch die Friedhofsmauer war in einem desolaten Zustand und da es an Geld fehlte, wurden die Risse notdürftig von Dorfbewohnern verputzt.
Im Jahr 1899 wurde das Turmdach neuerlich ausgebessert und ein neues Turmkreuz aufgesetzt. Dieses Mal wurden die Schindeln in Carbolineum getränkt.
Eine neuerliche Renovierung fand im Jahr 1908 statt. Maurermeister Matha aus Niederschleinz stabilisierte den Turm und verstärkte die Fundamente. Unter das Fundament des Turmes wurden zwei und unter die Haupthausmauern vier 7 Meter tiefe Betonpfeiler eingebracht, die ein Verschieben der 1,8 Meter tiefen Fundamente der Kirche verhindern sollten.
Im Jahr 1909 wurde von August Pahr aus Wullersdorf die Turmuhr zum Preis von 1400 Kronen errichtet.
Kurz vor Weihnachten des Jahres 1923 erhielt die Kirche elektrisches Licht und 1925 wurden neue Beleuchtungskörper gekauft und die Elektroinstallation erweitert.
Eine Gedenktafel für die Gefallenen des Ersten Weltkrieges wurde im Jahr 1924 an der Kirchenmauer neben dem Haupteingang angebracht.
Die Schindelkuppel auf dem Turm wurde im Jahr 1928 durch eine Blechkuppel von Spengler Kostelz aus Hollabrunn ersetzt.
Im Juni 1930 wurde das Gerätehaus („Totenhäusl“) von Maurermeister Matha errichtet und im Jahr 1934 kam es zu einer neuerlichen Kirchenrenovierung. Es wurde außen und innen ein neuer Verputz angebracht, ein Traufenpflaster betoniert und Drainagerohre außerhalb der Friedhofsmauer bis in eine Tiefe von 5,6 Meter verlegt.
Der Grabstein des Ritters Wolf Geysenhausen wurde im Jahr 1935 von der Wand beim Haupteingang unter dem Chor zunächst an die Mauer zwischen Beichtstuhl und Seitenaltar versetzt und wenig später an der Außenmauer des Chores neben den Priestergräbern angebracht.
Im Jahr 1958 erfolgte eine Innenrenovierung der Kirche. Die Altarrückwand und das Altarbild wurden gehoben, die Säulen und der Sockel frisch marmoriert und die Kirche innen neu verputzt und ausgemalt.
Ab dem Jahr 1970 kam es zu neuerlichen umfangreichen Umbau- und Restaurierungsmaßnahmen: Der Turm wurde neu gestrichen, das Altarbild des heiligen Stephanus restauriert, die alte Sakristei wurde abgerissen und eine neue gebaut, die Kirche wurde außen und innen neu verputzt, die Bänke gepolstert sowie eine Lautsprecheranlage und ein elektrisches Geläute installiert. Im Jahr 1971 wurde der Volksaltar aufgestellt, 1972 der Friedhof von der Gemeinde vergrößert und neu angelegt. Die letzte Restaurierung erfolgte im Jahr 1986.

## Baubeschreibung

### Außen
Niedrige barocke Seitenschiffe schließen an das mittelalterliche Langhaus an, das im Kern vermutlich aus dem 14. Jahrhundert stammt. Die westliche Giebelwand aus dem Ende des 18. Jahrhunderts hat ein gekuppeltes Mittelfenster und ist mit einfacher klassizistischer Pilastergliederung versehen. An sie schließt ein niedriger, flach gedeckter Torvorbau mit einem Rechteckportal an.
Die Seitenschiffe haben Segmentbogenfenster, die vermutlich um das Jahr 1870 verändert wurden. Der gotische Chor mit Fünfachtelschluss hat ausgerundete barocke Spitzbogenfenster und abgekaffte Strebepfeiler mit doppelten Wasserschlägen.
Der mittelalterliche Turm mit Uhrengiebeln unter dem mächtigen barocken Zwiebelhelm erhebt sich in der nordöstlichen Chorecke.

### Innen
Das dreischiffige Langhaus ist heute flach gedeckt. Es dürfte ursprünglich eingewölbt gewesen sein, wofür ein heute noch erhaltener Strebepfeiler an der Südostecke des Langhauses spricht. Das Mittelschiff ist im Kern gotisch, die niedrigen barocken Seitenschiffe öffnen sich zum Mittelschiff in gedrungenen abgefasten Pfeilerarkaden. Die westliche Empore ist mit klassizistischen Formen dekoriert, die vermutlich aus dem Anfang des 19. Jahrhunderts stammen.
Der leicht eingezogene rundbogige Triumphbogen stammt aus dem späten 18. Jahrhundert und öffnet sich zum einjochigen Chor, der im Kern aus dem 14. Jahrhundert stammt. Der Chor hat einen Fünfachtelschluss mit spätbarockem Stichkappengewölbe. Nördlich des Chores befindet sich ein Sakristeianbau aus den Jahren 1870/71.

## Einrichtung

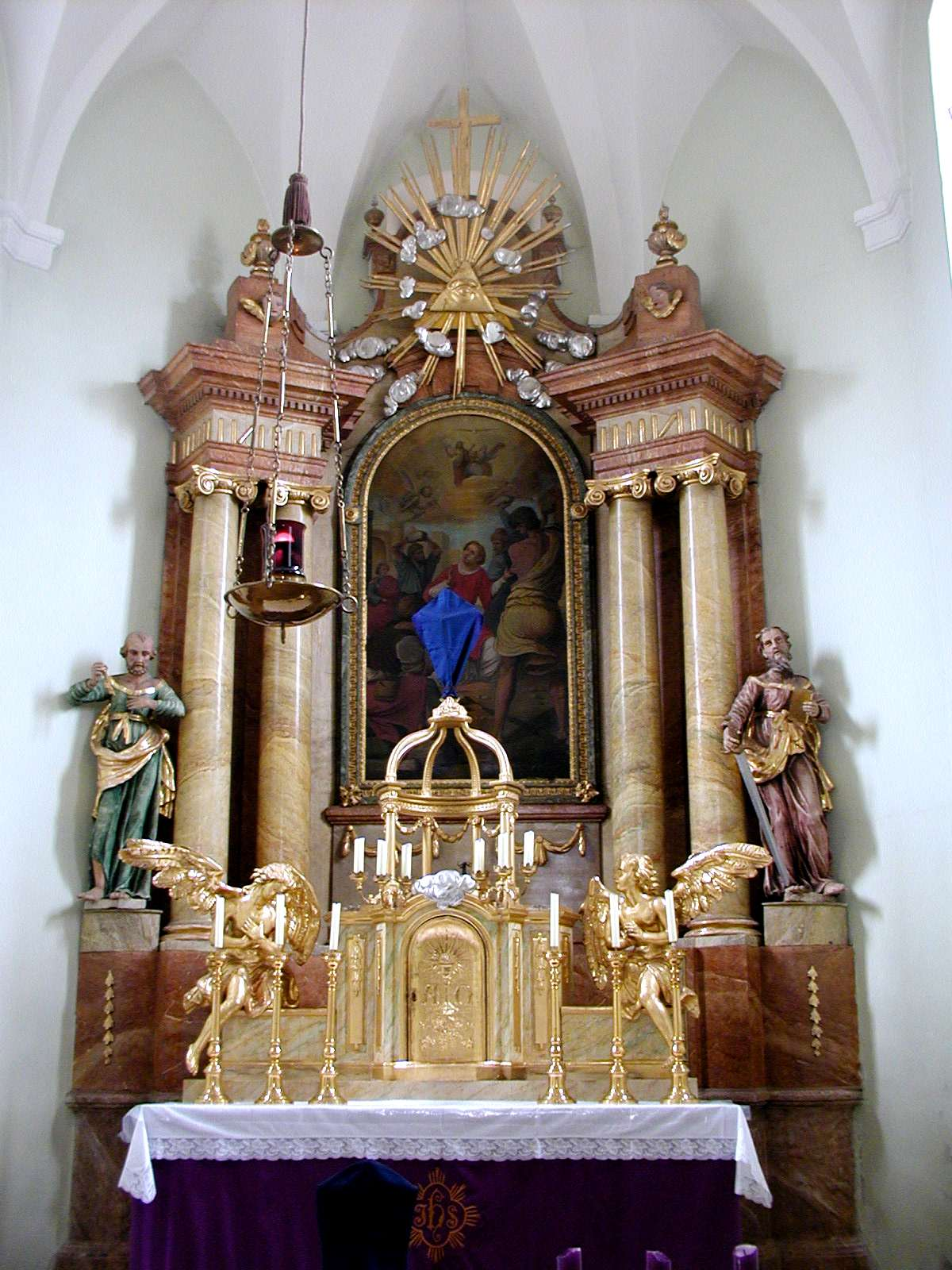
Der Hochaltar

Der josephinische Hochaltar aus dem Jahr 1785 hat seitliche Doppelsäulen mit Pyramidenaufsätzen und Engelsköpfen. Das Altarblatt stammt vermutlich aus dem späten 18. Jahrhundert, stellt die Steinigung des heiligen Stephanus dar und wird von Figuren der Heiligen Petrus und Paulus flankiert. Die seitlichen Konsolfiguren der Heiligen Leonhard und Wendelin wurden um das Jahr 1800 gefertigt.
In den Seitenschiffen befinden sich zwei gleichartige schlichte Seitenaltäre aus dem späten 18. Jahrhundert. Das linke Altarblatt aus dem späten 18./frühen 19. Jahrhundert stellt die Kreuzigung dar, das rechte präraffaelitische Altarblatt „Lasset die Kindlein zu mir kommen“ wurde um das Jahr 1900 gemalt.
Die Kanzel mit Rocailledekor stammt aus der Mitte des 18. Jahrhunderts und hat auf dem Kanzelkorb ein Relief des heiligen Johannes der Täufer. Das Taufbecken ist aus dem späten 18. Jahrhundert.

### Orgel
Die Orgel mit 10 Registern wurde von Franz Capek in Krems an der Donau gefertigt und am 5. März 1905 eingeweiht.

### Glocken

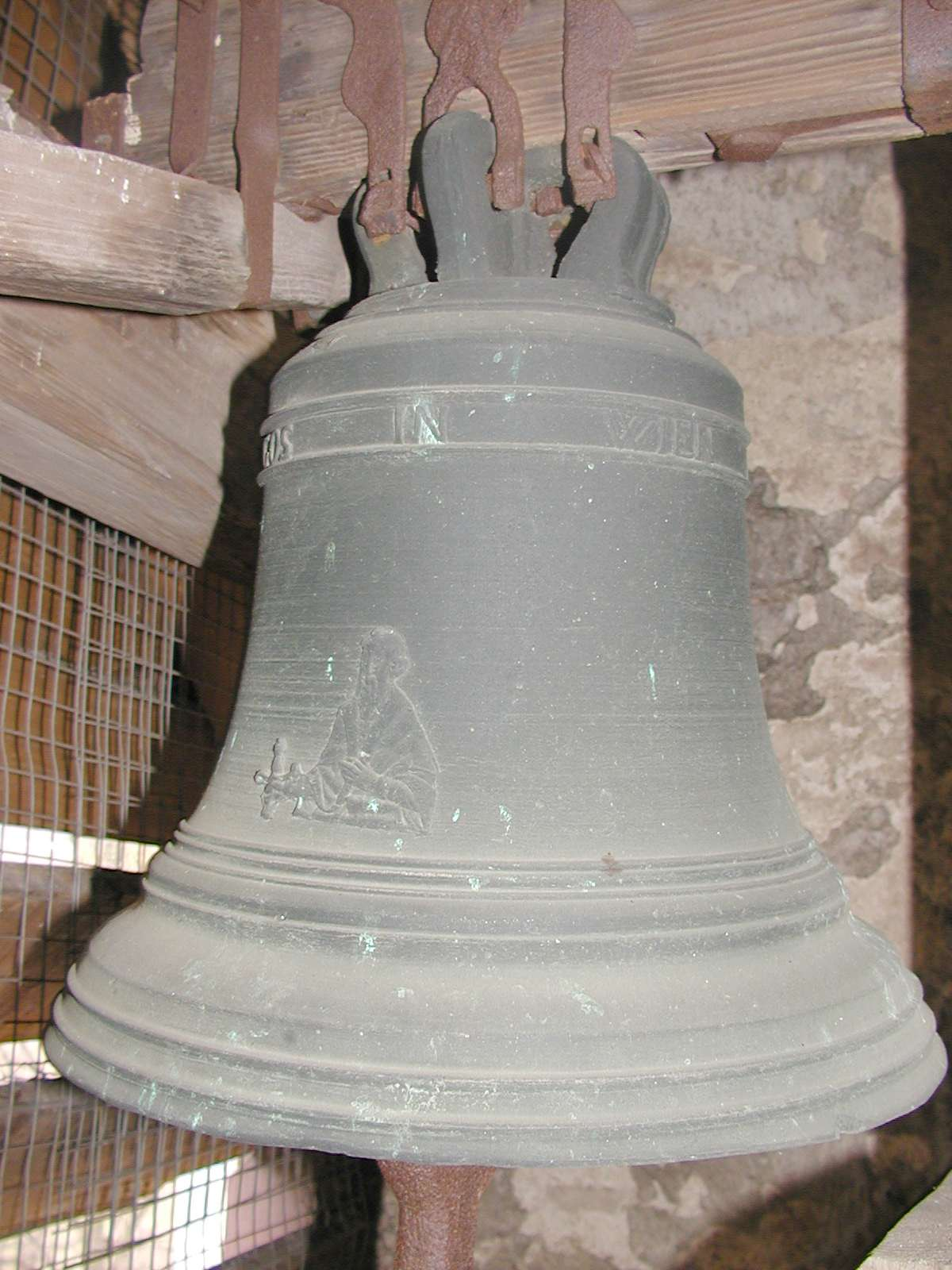
Glocke von Josef Pfrenger aus dem Jahr 1753

Das Geläute bestand bis zum Jahr 1917 aus fünf Glocken aus den Jahren 1753, 1781, 1793 und 1890. Vier davon mit einem Durchmesser von 88 cm, 54,5 cm, 70 cm und 36 cm mussten als Glockenspende für die Kriegsrüstung 1917 abgeliefert werden. Nur das Zügenglöckchen aus dem Jahr 1753 mit einem Gewicht von 70 kg verblieb der Kirche.
Im Jahr 1921 wurden drei neue Glocken angeschafft. Sie stammten aus der Glockengießerei Berndorf und hatten ein Gewicht von 390, 290 und 185 Kilogramm.
Im Zweiten Weltkrieg mussten diese drei Glocken neuerlich als Metallspende des deutschen Volkes abgeliefert werden. Das Zügenglöckchen, welches mit „Josef Pfrenger, 1753“ bezeichnet ist, verblieb auch diesmal der Kirche.
Im Jahr 1948 kaufte die Gemeinde vier neue Glocken, die im selben Jahr noch eingeweiht und aufgezogen wurden.

## Grabdenkmäler
Außen

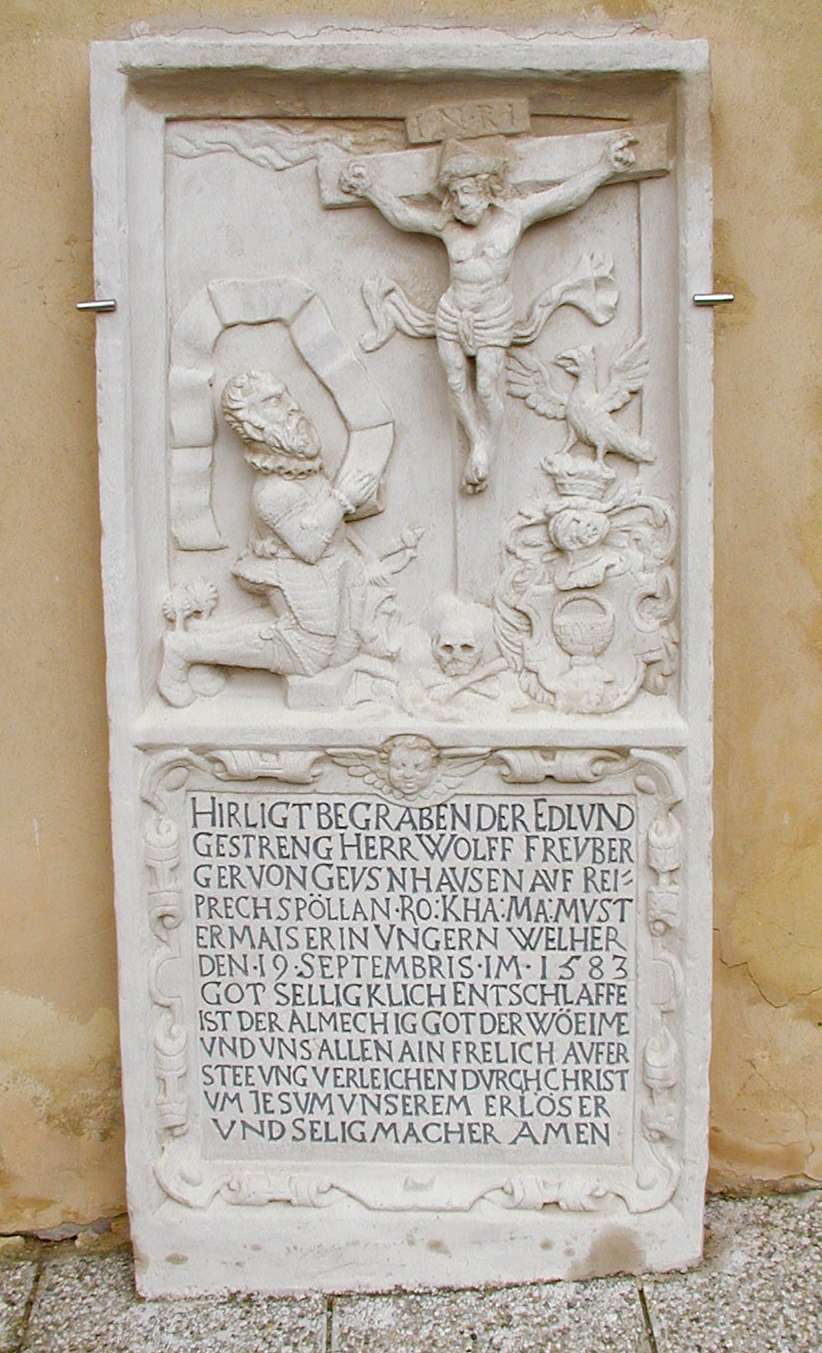
Grabstein mit Kreuzigung und Stifter

- Die Grabsteine aus dem späten 18. Jahrhundert an der östlichen Polygonseite haben Kreuzaufsätze und Putteköpfe, ein weiterer mächtiger Grabstein ist mit „1814“ bezeichnet. An der südlichen Polygonseite befindet sich ein mit „1583“ bezeichneter reliefierter Grabstein.